# Lieber bleib ich broke
Lieber bleib ich broke ist das Debütalbum des deutschen Rappers Vega. Es erschien am 9. Oktober 2009 über das Label Butterfly Music.

## Hintergrund
Lieber bleib ich broke wurde bereits im September 2007 angekündigt, als Vega noch bei Separates Label Buckwheats Music unter Vertrag stand. Damals sollte es als Mixtape veröffentlicht werden, um einen Vorgeschmack auf Vegas erstes Soloalbum zu bieten. 2006 veröffentlichte Vega gemeinsam mit Separate das Kollaboalbum Deutsche Probleme, ein Jahr darauf die Solo-EP Adlerjunge. Wenige Monate darauf veröffentlichte er den Freetrack Exclusive, in dem er die Veröffentlichung von Lieber bleib ich broke ankündete. Nach dem Abgang von Buckwheats zu Beginn des Jahres 2008 wurde die Veröffentlichung jedoch vorerst auf Eis gelegt. In einem Interview im Spätsommer gab Vega an, das Album spätestens zum Jahresende veröffentlichen zu wollen. Im Dezember 2008 wurde dann die Gründung von Vegas neuem Label Butterfly Music bekannt, worüber Lieber bleib ich broke veröffentlicht werden sollte. Nach einigen Gastbeiträgen auf Alben anderer Rapper und Freetracks wurde Lieber bleib ich broke dann im September endgültig angekündet.
Der Titel bezog sich auf die Textpassage Und lieber bleib ich broke, deine Olle kriegt ein Würstchen in' Schlafrock wie Wiener in Croissants aus Deutsche Probleme, dem Titelsong auf dem gleichnamigen Kollaboalbum mit Separate.

„Der Titel entstand durch eine Zeile von dem damaligen Album Deutsche Probleme. Der Titel beschreibt am besten meine Einstellung. Ich bleibe lieber broke mit der Musik, die ich mache, als dass ich anfange, schlechte Musik zu machen und damit reich werde.“

„Lieber bleib’ ich broke als mir 15 Technobeats zurecht schustern zu lassen und auch schlecht darauf zu rappen! Jeder Hörer hat seine eigene Vorstellung, was nach dem Titel kommt, deshalb auch drei Punkte am Ende des Satzes. Und: Lieber werd' ich reich als Geschäftsleiter einer Supermarktkette, bevor ich Rap misshandel, um damit Cash zu machen.“

Außerdem rappt Vega auf dem Song W.A.R., der 2009 auf einem Mixtape des russischen Rappers 'Серёга erschien, die Zeile Und lieber bleib ich broke, als dass ich Lügen unterschreib.

## Covergestaltung
Das Cover zeigt ein Foto von Vega aus der Froschperspektive, bei dem er – an ein Geländer angelehnt – nach rechts schaut. Am Himmel befinden sich schwarze Wolken, die an ihm vorbeizuziehen scheinen. Vega trägt eine Jeans-Hose und eine schwarze Lederjacke. Im unteren Teil des Bildes befindet sich in grau-weißer Farbe der Schriftzug Vega - Lieber bleib ich broke, wobei das V von Vega zur Hälfte einen Adler mit einer Krone abbildet. Der Adler ähnelt stark dem im Wappen der Stadt Frankfurt sowie dem Logo des Fußballvereines Eintracht Frankfurt. Vega ist bekennender Fan von Eintracht Frankfurt.
Im Booklet befinden sich weitere Fotos sowie die Danksagung Vegas. Auch wurden einige Songzitate aus Vegas Liedern Ich bin, Unsere Seelen sind frei, Is was und 2 Sekunden. Zudem zeigt es eine Fotomontage, in der das Logo des Labels Butterfly Music an einer Steinmauer steht. Der CD-Rohling ist schwarz-weiß bedruckt und zeigt ein Foto Vegas, auf dem er die Fäuste ballt. Das Backcover zeigt ein weiteres Foto, das dem Frontcover ähnelt. Es wurde jedoch aus der Vogelperspektive aufgenommen und zeigt Vega, wie er aus einer erhöhten Position über die Dächer Frankfurts schaut. Erneut ist der Himmel von schwarzen Wolken bedeckt. Daneben befindet sich der Schriftzug Lieber bleib ich broke. Darunter befindet sich die Tracklist und weitere Details.
Das Artwork wurde von B166er gestaltet. Die verwendeten Fotos wurden von Ondro Ovesny gemacht.

## Gastbeiträge
Lediglich zwei Titel des Albums enthalten Gastbeiträge. So ist Vegas damaliger Butterfly Music-Labelpartner auf Praline zu hören. Auf Abturn sind die beiden Rapper Kool Savas und Ercandize mit jeweils einer Strophe vertreten, und der Refrain wurde von Moe Mitchell gesungen. Der Kontakt zu Kool Savas entstand durch den Mammut-Remix von Der Beweis, der auf Kool Savas’ Album John Bello Story II veröffentlicht wurde und einen Beitrag von Vega enthielt. Für das Album fragte Vega bei Ercandize und Kool Savas an, die sofort zusagten.

## Produktion
Den Hauptteil der Produktion übernahm Emonex, damals Hauptproduzent von Butterfly Music. Er produzierte die Titel Inferno, Ich bin, Praline, Goldene Flügel, Für immer Pt. I, Welt, Als der Rest der Welt schlief, Wenn der Junge kommt und Momente. Die restlichen Produzenten steuerten jeweils einen Beat zu. So wurde Intro von Johnny Pepp produziert. Die musikalische Untermalung zu Die Jungs von der Bushalte stammt von M-Crisis, während Big Flexx den Beat zu Achthundertzwanzig beisteuerte. Die Produktion von Abturn lässt sich Marlon Tubach zuordnen. Für 2 Sekunden zeichnete sich der Produzent Joshimixu zuständig. Der Titel Für immer Pt. II wurde von Matbeats produziert. Auf Als der Teufel mich rief verwendete Vega einen Beat von STI.
Diskussionen gab es wegen des Beats zur Videosingle König ohne Krone, den der französische Rapper Nessbeal bereits 2008 für seine Single Roi sans couronne (frz.: König ohne Krone) verwendete. Jedoch wurden der Originalbeat ebenfalls von Shuko produziert.
Im Rahmen dieser Diskussionen veröffentlichte Vega ein Statement, in dem er sagte, dass er den Beat nicht geklaut habe, sondern lediglich „den Namen und Shukos Beat übernommen und seine Version daraus gemacht“ habe. Ursprünglich sah Vega vor, den Song aufgrund des Beats als Freetrack zu veröffentlichen.
Auch der Beat zu Winter wurde bereits 2007 vom französischen Rapper Soprano für dessen Titeltrack zu Puis qu’il faut vivre verwendet. Dieser Beat wurde von Mej und Lea Castel produziert.
Sowohl die Aufnahme, die Abmischung als auch das Mastering wurde vom Executive Producer Emonex in dessen Studio getätigt. Eine Ausnahme bildete der Titel Abturn, der von Sir Jai abgemischt wurde.

## Stil
Vega trägt seinen Sprechgesang auf typischen Hip-Hop-Beats vor. Der Großteil davon orientiert sich stilistisch an der Musik im französischen Hip-Hop. Teilweise befinden sich auch Beats mit Dirty-South-Elementen auf Lieber bleib ich broke. Insbesondere bei den aggressiveren Titeln der Langspielplatte wird dieses Stilmittel angewendet.
Im Titel Welt wurden am Ende für Hip-Hop-charakteristische Scratches verwendet. Dabei bewegt ein DJ eine laufende Schallplatte hin und her, was zur Entstehung eines Tones führt. Im genannten Song wurden dabei verschiedene Textstellen gescratcht. So wurden die Zeilen „Was Beef, Spast?“ und „Ihr seid alle G, dabei erzählt ihr doch von uns’rem Leben“ aus Vegas Song Is was gecuttet. Weiter wurde auch „Ultrakaos Frankfurt am Main, – shit – ich kill euch“ als Cut benutzt. Dieses Zitat stammt aus dem Streetrotation-Video. Zuletzt wurde in Welt die Textstelle „Keiner kann mich stoppen, denn ich bomb’ dich kaputt“ von Azads Song Ghettobass gescratcht. Vega ist ein bekennender Fan von Azad.

## Vermarktung
Das Album war physisch lediglich über den Shop von Vegas damaligem Label Butterfly Music und in vereinzelten Läden erhältlich. Den digitalen Vertrieb übernahm Groove Attack. Classic Media zeigte sich für die Promotion verantwortlich.
Im Vorfeld der Veröffentlichung erschienen drei Trailer zu Lieber bleib ich broke. Darin sprachen bekannte Rapper wie Favorite, Olli Banjo, Kool Savas, Casper oder Abroo kurz über das Album.
Am 28. September wurde ein Snippet zum kostenlosen Download bereitgestellt. Darin wurden einige Titel aus dem Album kurz angespielt, um dem Hörer einen Eindruck zu vermitteln.
Zusätzlich war Vega auf der Juice-CD #99, die im Sommer 2009 dem Juice-Magazin beigelegt war, mit dem Albumtrack Jungs von der Bushalte vertreten.
Zu Lieber bleib ich broke erschien ein Video. Die Auskoppelung wurde zum Titel König ohne Krone gedreht. Der Clip wurde von Frameworkx Filmproduktion produziert. Ein weiteres Video wurde im Mai 2010 über das Web-Format Halt die Fresse ausgestrahlt. Dabei wurde auf einen Videoschnitt verzichtet. Im Video wurde der Freetrack Was ist mit dir?, der einige Monate zuvor veröffentlicht wurde, präsentiert. Der Beitrag zur Serie wurde im Juni 2010 auf dem Sampler Halt die Fresse Nr. 2 veröffentlicht. Zur Webserie Streetrotation von der Hip-Hop-Plattform 16Bars steuerte Vega ebenfalls ein Lied bei. Dabei rappte eine exklusive Strophe, zu der auch ein Video gedreht wurde.

## Titelliste
| #  | Titel                         | Gastmusiker                            | Produzent(en)      | Länge |
| -- | ----------------------------- | -------------------------------------- | ------------------ | ----- |
| 1  | Intro                         |                                        | Johnny Pepp        | 1:50  |
| 2  | König ohne Krone              |                                        | Shuko              | 3:04  |
| 3  | Winter                        |                                        | Mej und Lea Castel | 4:27  |
| 4  | Inferno                       |                                        | Emonex             | 3:12  |
| 5  | Ich bin                       |                                        | Emonex             | 3:34  |
| 6  | Praline                       | Face                                   | Emonex             | 3:00  |
| 7  | Die Jungs von der Bushalte    |                                        | M-Crisis           | 2:53  |
| 8  | Achthundertzwanzig            |                                        | Big Flexx          | 2:57  |
| 9  | Goldene Flügel                |                                        | Emonex             | 2:26  |
| 10 | Für immer Pt. I               |                                        | Emonex             | 3:08  |
| 11 | Welt                          |                                        | Emonex             | 2:53  |
| 12 | Als der Rest der Welt schlief |                                        | Emonex             | 2:32  |
| 13 | Abturn                        | Ercandize, Kool Savas und Moe Mitchell | Marlon Tubach      | 4:39  |
| 14 | 2 Sekunden                    |                                        | Joshimixu          | 2:39  |
| 15 | Für immer Pt. II              |                                        | Matbeats           | 3:03  |
| 16 | Als der Teufel mich rief      |                                        | STI                | 2:45  |
| 17 | Wenn der Junge kommt          |                                        | Emonex             | 3:05  |
| 18 | Momente                       |                                        | Emonex             | 4:28  |

## Rezeption
Die Internet-Plattform HipHop-Jam vergab vier von insgesamt fünf Mics. Dabei wurden insbesondere die Vielfältigkeit sowie die Stimme Vegas gelobt, die „sich problemlos in jeden Gemütszustand versetzen kann, ohne dabei erzwungen oder verfälscht zu klingen“. Kritisiert wurde hauptsächlich die kurze Spielzeit des Tonträgers. Insgesamt bezeichnete der Autor Lieber bleib ich broke als kompaktes Rapalbum ohne wirkliche Ausfall, dass das Potenzial des Interpreten beweise.
Rap4Fame bewertete das Album mit vier von fünf möglichen Kronen und kommt zu einem ähnlichen Endergebnis. Auch hier wurden die authentischen Texte, insbesondere bei den tiefgründigeren Songs, positiv herausgehoben. Ebenfalls wurden die Beats, die „erzeugen eine wunderbare, dunkle, triste Atmosphäre“ erschaffen, gelobt. Der Redakteur bezeichnete Lieber bleib ich broke als anspruchsvolles Straßenrapalbum, das kein wirkliches Highlight habe und durch die Authentizität und die Instrumentalisierung zu überzeugen wissen.
rappers.in beurteilte den Tonträger mit fünfeinhalb von sechs Mikrofonen. Das Fazit fällt ebenfalls ähnlich aus wie diejenigen von Rap4Fame und HipHop-Jam. Vega verstehe es, mit „Texten ohne verbale Umwege, Werte und Wahrheiten in unsere Gehörgänge zu prügeln, ohne dabei stumpf zu wirken. Es gelingt ihm, nicht ins Unglaubwürdige abzudriften und damit einer kaputten deutschen Jugend endlich eine realistische Identifikationsplattform zu bieten: weg von Schusswaffen, hin zur blanken Faust, raus aus utopisch teuren Autos, rein in Bushaltestellenhäuschen und Jugendclubs“.
MeinRap beschrieb Lieber bleib ich broke als Album, das „dem Genre Straßenrap eine angenehm authentische Nuance beisteuert“. Erneut wurde die Authentizität und die ehrlichen Reflexionen als Stärke des Albums bezeichnet. Hingegen wurde vor allem die Wahl der Features kritisiert, da insbesondere diese Songs unnötig und überflüssig seien und sich nicht in das Album einfügen lassen. Ein weiterer Makel seien die zusammengewürfelt wirkenden Songs, die teilweise unfertig wirken. Trotzdem attestierte der Autor Vega ein großes Potenzial, das jedoch noch zu oft verschenkt werde.
Die Redaktion von Rapspot wertete Vegas Debüt als gutes Album mit einer gelungenen Beatauswahl und überlegten Texten. Als Kritikpunkt galt sowohl die mangelnde Experimentierfreude, die Vega schnell „zu eintönig und langweilig klingen lassen könnten“, als auch die eher schlechte Aufnahmequalität. Auch die Gastbeiträge von Moe Mitchell, Kool Savas, Face und Ercandize wurden negativ gewertet. Ein weiterer Minuspunkt sei die relativ kurze Laufzeit der meisten Titel. Hingegen lobte Redakteur Andre die Abwechslung aus düsteren Songs wie Inferno und gefühlvolleren Titeln wie Winter, wobei die Gefühle jedoch „nicht wirklich echt, sondern etwas gespielt klingen“. So sei der Song Für immer Pt. I „sehr traurig und rührend, doch wahre Emotionen klingen mit großer Sicherheit anders“. Rapspot beurteilte Lieber bleib ich broke mit dreieinhalb von fünf möglichen Sternen.